# V Piscis Austrini
V Piscis Austrini är en halvregelbunden variabel av SRB-typ i stjärnbilden Södra fisken.
Stjärnan har en visuell magnitud som varierar mellan +8,15 och 9,3 med en period av 148 dygn.